# Heysel-tragedien
Heysel-tragedien var en fodboldtragedie som fandt sted under finalen i Den Europæiske Mesterholdsturnering mellem Liverpool FC og Juventus F.C. på Heysel Stadion i Bruxelles, Belgien den 29. maj 1985.
En time før kampen viste det sig, at de opstillede afspærringer, der skulle opretholde et såkaldt neutralt område på tribunerne mellem Liverpool- og Juventus-tilhængere, var alt for spinkle. Afspærringerne gav efter, og der opstod kaos blandt Juventus' tilhængere på grund af presset fra Liverpools tilhængere. Det resulterede i, at de alle sammen blev samlet på den ene tribune, som styrtede sammen, hvorved 39 mistede livet. Kampen blev spillet færdig trods protester fra holdenes managere, og det endte med en 1-0 sejr til Juventus. Efterfølgende blev 14 Liverpool-tilhængere idømt fængsel i op til 3 år for uagtsomt manddrab. 
Heysel Stadion er senere blevet revet ned og genopbygget med et nyt navn; Koning Boudewijnstadion/Stade Roi Baudouin (dansk: Kong Baudouin Stadion).